# Domo tu
«Domo tu» es una canción compuesta e interpretada por el músico argentino Luis Alberto Spinetta, incluida en su álbum solista Pelusón of milk editado en 1991. 
La versión del álbum está interpretada por Spinetta, con el acompañamiento de Juan Carlos "Mono" Fontana en teclados.

## Contexto
Spinetta venía de dos álbumes de estudio premiados como los mejores del año (Téster de violencia en 1988 y Don Lucero en 1989), un buen álbum en vivo (Exactas, 1990), un álbum recopilatorio (Piel de piel, 1990) y una clínica musical titulada El sonido primordial (1990) que fue editada como libro. Luego de semejante actividad, a la que se sumó haber recibido un shock eléctrico en un recital, Spinetta se apartó relativamente de los músicos de su banda y se refugió en el espacio privado de su familia.
En 1991 desapareció la Unión Soviética y el mundo comenzaba a transitar los primeros años de la década del '90, caracterizada por una mayor valoración social de lo privado -incluyendo el proceso de privatizaciones-, la riqueza y la fama, impulsada por un gran desarrollo de los medios de comunicación. "Aún quedan mil muros de Berlín" cantaría ese año en «Pies de atril».
Argentina por su parte dejaba atrás dos dramáticos brotes hiperinflacionarios en 1989 y 1990 que hundieron en la pobreza a la mayor parte de la población, a la vez que sucesivas leyes de impunidad dejaban en libertad a los criminales que habían cometido violaciones masivas de los derechos humanos en las décadas de 1970 y 1980.

## El álbum
Luego de un álbum "para pensar" como Téster de violencia y un álbum "para sentir" como Don Lucero, Spinetta tomó distancia de su banda y de las apariciones públicas, para concentrarse en su vida familiar, a la espera del bebé que gestaba su esposa, que finalmente nace mediante parto natural en su casa, con la presencia de toda la familia. Pelusón of milk es resultado de esa introspección, que recuerda otros álbumes creados en circunstancias similares, como Artaud y Kamikaze.

Está más ligado a mi vida que era "esperándola a Vera", porque eso es Pelusón of milk. Esos temas fueron hechos en mi casa, con el embarazo de la mamá, esperando a la beba... Muchos temas de Pelusón of milk están hechos de mí para mí. Es el intento de armar un enorme patio interior.
Luis Alberto Spinetta

El álbum fue grabado entre junio y septiembre de 1991, en el estudio que Spinetta había instalado dos años antes en su casa de la calle Elcano al 3200, en el barrio de Colegiales.

## El tema
El tema es el sexto track (último del lado A) del álbum solista Pelusón of milk, un álbum introspectivo y centrado en lo familiar. Como otras canciones del álbum, la canción está relatada en segunda persona del singular, pero hablando consigo mismo. Spinetta se encargó de puntualizar que "muchos de los temas de Pelusón están escritos de mí para mí. Es el intento de armar un enorme patio interior". La afirmación coincide con una de las creencias que marcan la originalidad de su obra: "lo más sagrado que tenemos es nuestra intimidad del ser"

La arena se volvió hacia el mar en un
Enorme pez
El cielo se ha movido con oscuridad
todo este tiempo
Ya vez, no hay razón
Sólo brillo en miles de puntos en la noche
Sólo es un tremendo domo en el espacio.
«Domo tu» (fragmento)

Spinetta asociaba «Domo tu» con canciones como «Alcanfor» y «Organismo en el aire», en donde expresó los sentimientos que le despertaban aquellos miedos y fantasías infantiles y la sensación de insignificancia en la oscuridad, ante las cosas enormes, las moles, las grandes masas, significada en la canción con la expresión "barcos desarmados":

Me da la sensación de que es un delirio, tal vez producto de mis sueños infantiles. El equilibrio de fuerzas, lo equidistante, el peso de una cosa enorme sobre otra ínfima. Obsesiones de mi niñez como el miedo a las locomotoras. En Núñez o en Belgrano yo temblaba cuando pasaba la locomotora, me sentía muy insignificante al lado del ruido, de esa cosa negra tirando vapor. Tenía la sensación de ser aplastado por el peso de esa masa de hierro imponente, terrible. O el estadio de River, por donde yo pasaba de chico y veía esa masa de cemento enorme. Son esas moles, esas presencias. Los “bloques y rayas” (letra de «Alcanfor») de la canción son cárceles, de alguna manera. Creo que hago referencia a esas imágenes por su sentido carcelario. “Asaltan mi espacio”, o sea me privan de mi libertad. “Pude ver cuando me guardaron, luego sentí como agua y el viaje empezó”... Así arranca la letra. No sé si se sitúa al nacer o todo lo contrario... Tenía esos terrores nocturnos bastante llamativos. Me despertaba casi sin perder el sueño y les decía a mis viejos que me iba a ir a vivir a un lugar muy lejano del mapa. Ellos no sabían qué hacer, pensaban que tenía algún problema. Me empezaron a poner ruda debajo de la almohada y con eso se me fue. Después experimenté la misma sensación al tener estados febriles. Eran esas mismas visiones. Me despertaba con la ansiedad de la pesadilla, de ver enormes bloques macizos que avanzaban como obstruyendo el espacio. Era imposible respirar ante ese tamaño. Muchas veces de chico tenía la obsesión de estar en Nueva York y que la magnitud de los edificios me mataba. Esa inmensidad monstruosa era abrumadora. Esos son los “barcos desarmados” (letra de «Domo tu») y los enormes bloques de algo que no se sabe muy bien qué son. Son obsesiones, tronaduras.
Luis Alberto Spinetta, Martropía

Para Spinetta lo que provocaba esas visiones era "ese organismo en el aire", al que también asociaba con los libros de Castaneda y "la otra realidad":

Yo creo que el que provoca esas visiones es ese organismo en el aire. Es ver siempre eso y entonces rondar y decir algo acerca de eso. En realidad son juegos mentales. Si vos estás jugando ese juego, en tu mente existen las nociones de haber visto algo inconfesable que no se refiere a cosas de la tierra. Pienso que todos tenemos esas visiones de un universo que no comprendemos. Puede ser un reflejo del que vemos, pero es un extremo de la mente el que puede elaborar esa idea. Y si te gusta escribir, sabés a lo que me refiero. Debe de ser como las constelaciones, que son pavorosas si te ponés a pensar. Ese organismo es el que debe provocar que la cabeza elabore fantasías para allanar las visiones.
Luis Alberto Spinetta, Martropía

El tema incluye gran cantidad de samples de sonidos familiares y estallidos, a los que Spinetta se refiere genéricamente en los agradecimientos del álbum, entre ellos el "tambor cósmico" de Valentino Spinetta.